# Homo societatis
Der Begriff des homo societatis entstand aus der Friedenssehnsucht in der Zeit nach dem Dreißigjährigen Krieg und verband Menschen, die nach einem neuen Miteinander suchten, nationale und Religionsgrenzen überbrückend. Die Vertreter dieser Richtung gehörten zum Teil dem Pietismus (August Hermann Francke), zum Teil der Aufklärung (Gottfried Wilhelm Leibniz), manchmal sogar beiden an.   
Neal Stephenson hat mit seinem Daniel Waterhouse, dem Protagonisten des Barock-Zyklus, eine literarische Gestalt geschaffen, die als homo societatis bezeichnet werden kann und den Bogen vom Barock zu unserer Gegenwart schlägt. 

## Aktivitäten
Wichtigste Aktivitäten des homo societatis sind die Gründung informeller Zirkel, Briefwechsel, Reisen, das Erlernen von Fremdsprachen, gegenseitige Protektion, Publikationen, Gründung von Zeitschriften und Verlagen.